# Маттингли, Томас Кеннет
То́мас Ке́ннет «Кен» Ма́ттингли II (англ. Thomas Kenneth "Ken" Mattingly II; 17 марта 1936, Чикаго, Иллинойс — 31 октября 2023, Арлингтон, Виргиния) — американский астронавт, участник программы «Аполлон».
Один из 24 человек, которые долетели до Луны.
Астронавт НАСА 5-го набора. Входил в состав первого дублирующего экипажа «Аполлона-13» (пилот командного модуля). Когда командир основного экипажа Алан Шепард заболел, дублёры стали основным экипажем. Но за два дня до старта из этого экипажа исключили Маттингли по причине контакта с человеком, заболевшим краснухой. Этим человеком был Чарльз Дьюк. По иронии судьбы потом, в апреле 1972 года, Маттингли и Дьюк вместе полетят к Луне на Аполлоне-16 под командованием Джона Янга. Но в апреле 1970 года Маттингли остался на Земле (краснухой он не заболел). Но он сыграл весьма важную роль в спасении аварийного Аполлона-13. Никто на Земле в тот момент лучше не знал корабль. Проведя много часов в тренажёре, в который были введены данные телеметрии с терпящего бедствие Аполлона-13, он сумел рассчитать схему распределения ресурсов аварийного корабля, позволившую на пределе возможностей вернуть корабль на Землю. В фильме «Аполлон-13» его сыграл Гэри Синиз.

## Образование
Получил степень бакалавра наук в области авиационной техники в Обернском университете в 1958 году.

## Карьера в НАСА

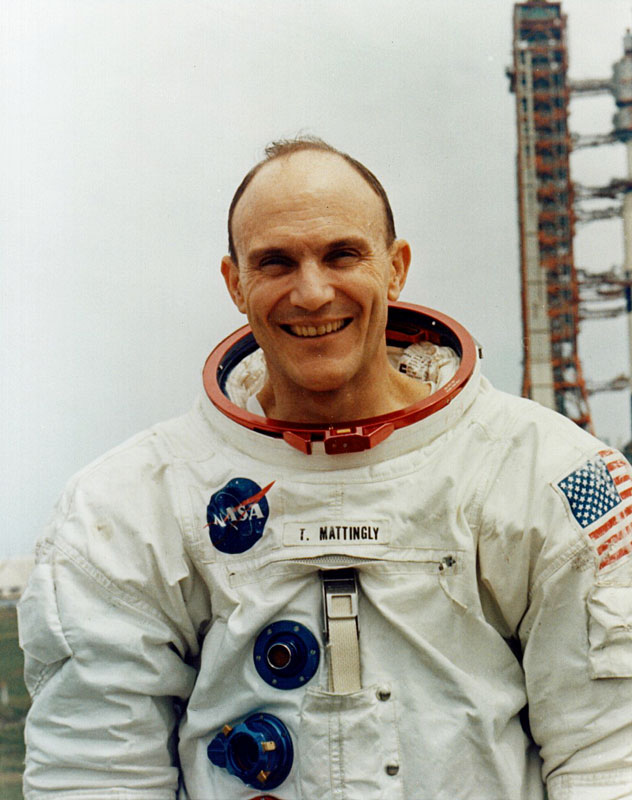
Маттингли позирует на стартовой площадке.

### Аполлон-13
Изначально Маттингли был членом запасной команды миссии Аполлон-8, и позже тренировался параллельно с Уильямом Андерсом к миссии Аполлон-11, поскольку Андерс собирался уйти на пенсию из NASA в августе 1969 года, и в случае задержки миссии, он был бы недоступен. Первым основным назначением Маттингли была роль пилота Командного Модуля миссии Аполлон-13. Но за три дня до запуска он был отозван от миссии из-за контакта с переносчиком краснухи (которой он так и не заболел), и был заменен запасным пилотом Джеком Суайгертом. В результате он избежал участия в инциденте со взрывом кислородного баллона, который серьёзно повредил космический корабль. Маттингли с Земли помогал команде корабля решить проблему сбережения электроэнергии перед входом в атмосферу.

### Аполлон-16

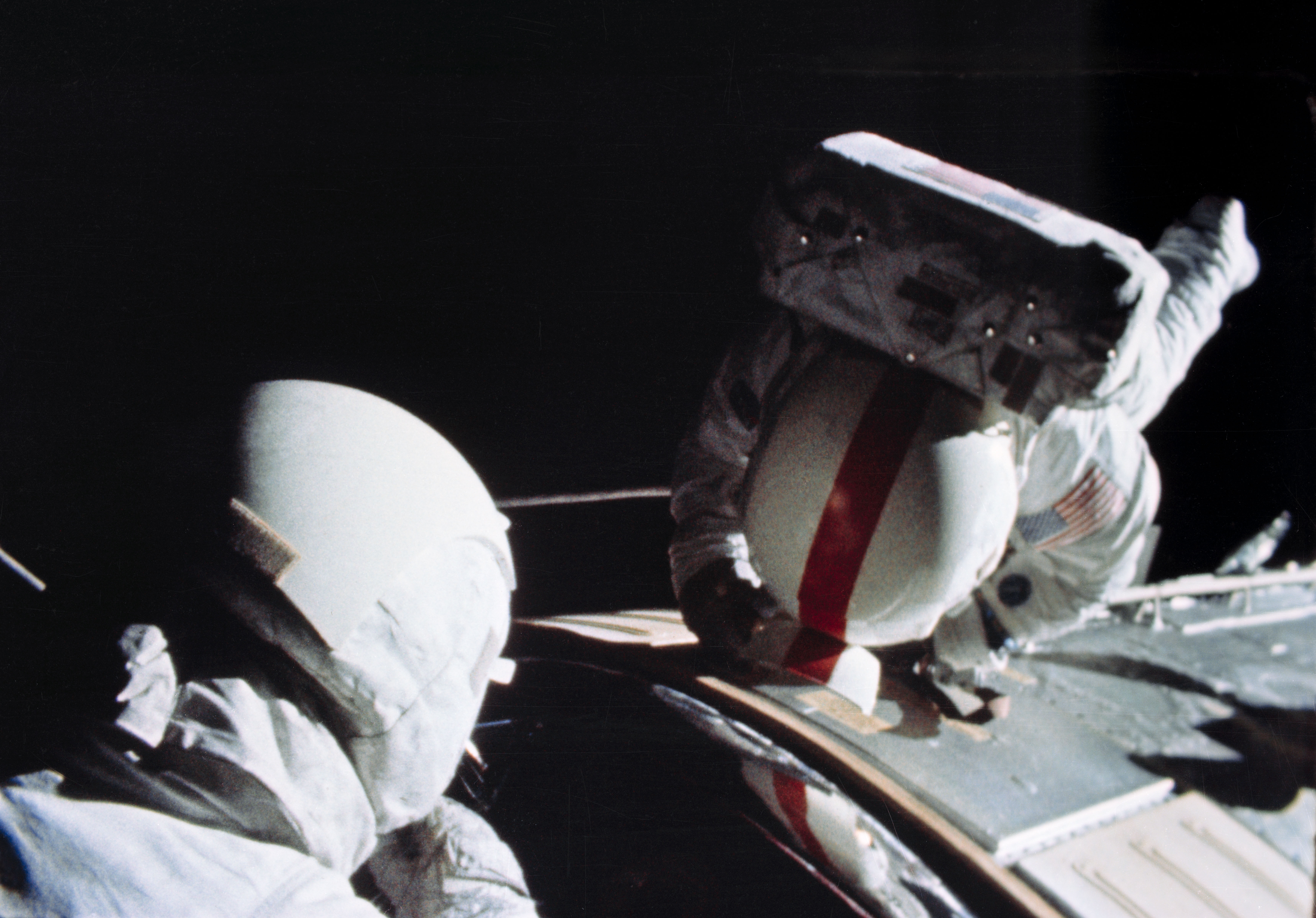
Маттингли совершает выход в космос во время миссии Аполлон-16.

Замена на миссии Аполлон-13 поставила Маттингли в команду, которая совершила экспедицию Аполлон-16 (16 апреля — 27 апреля 1972 года), пятую высадку людей на Луну. Был пилотом командного модуля. В составе команды были Джон Янг (командир), Маттингли (пилот командного модуля) и Чарльз Дьюк-младший (пилот лунного модуля). Краснуха Дьюка вызвала замену Маттингли-Суайгерт на миссии Аполлон-13.
Во время обратного перелёта Луна — Земля, Маттингли совершил выход в открытый космос для того чтобы извлечь плёнку и записи из научного отсека служебного модуля. Несмотря на то, что миссия Аполлона-16 была прервана на день раньше из-за различных неполадок космического корабля, все основные задачи были исполнены.
За этот полёт Маттингли был награждён медалью НАСА «За выдающиеся заслуги» в 1972 году.

### Полёты Шаттла
Второй космический полёт совершил летом 1982 года командиром миссии «Колумбия STS-4». Четвёртый (и последний испытательный) полёт Шаттла. Последний полёт Шаттла с экипажем 2 человека, следующие экипажи были больше.
Третий полет в космос — «Дискавери STS-51C» в январе 1985 года, командир.
В 1989 году Маттингли ушёл в отставку из НАСА и ВМС США (в ранге контр-адмирала).
Умер 31 октября 2023 года в Арлингтоне, штат Виргиния. НАСА объявило о его смерти два дня спустя, 2 ноября.
Включён в Зал славы астронавтов.